# Scott Shriner
Scott G. Shriner (11 de julio de 1965) es un músico estadounidense, más conocido por ser el bajista de la banda de rock alternativo Weezer.

## Primeros años
Shriner nació en Toledo, Ohio. Comenzó a tocar el bajo durante la secundaria. Después de enrolarse en el ejército y permanecer ahí por dos años, empezó a aprender a tocar el bajo con Mark Kieswetter, con quien estudió hasta mudarse a Los Ángeles, California, en 1989. Mientras todavía vivía en Toledo, Shriner y su mejor amigo, Rob Weaver, formaron una banda llamada The Seventh Wave, junto a Bob Schramm y Bill Whitman. Continuaría tocando en varias agrupaciones de la ciudad como The Movers, The Exciters, Loved by Millions y finalmente The Great Barbeque Gods.
Se mudó a Los Ángeles a los 25 años de edad para asistir a un instituto de música, y tocaría en bandas como Broken, Bomber, Black Elvis, Mystery Train, The Electric Love Hogs, Crown y en la banda de Vanilla Ice.

## Weezer

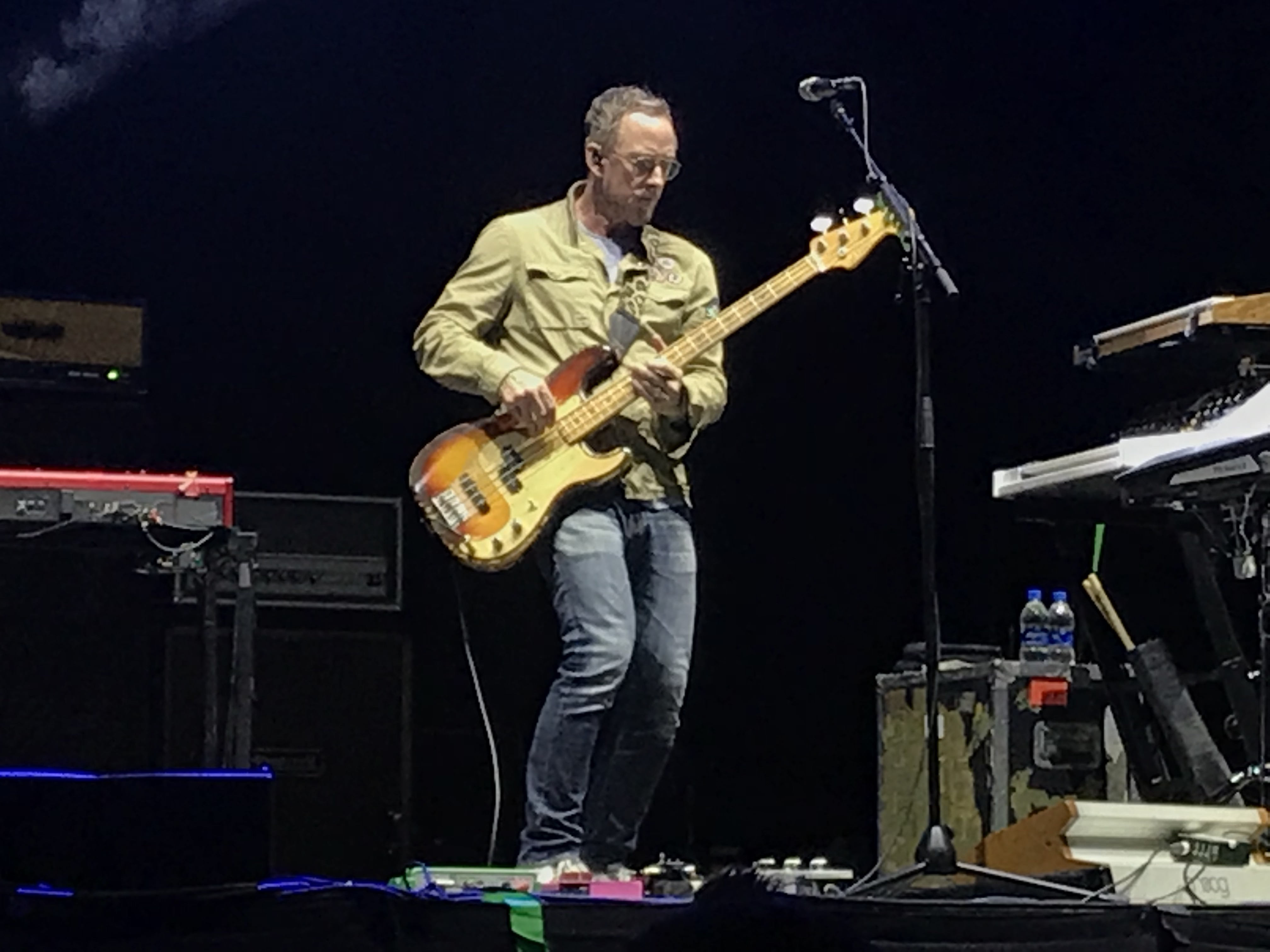
Scott Shriner tocando en Musikfest en Bethlehem, Pensilvania (2019)

En el verano de 2001, Shriner pasó provisionalmente a formar parte de Weezer, el tercer bajista de la banda, tras el abandono repentino de Mikey Welsh. Shriner pasó a ser miembro fijo para los conciertos de la gira de The Green Album. En su primera aparición con la banda (2001 KROQ Inland Invasión) fue atacado en el escenario por un excompañero, igualmente siguió tocando a pesar del incidente. Es el tercer bajista y el que más ha durado en la historia de la banda. Ha trabajado en doce de los quince álbumes de estudio.
En The Red Album coescribió y fue vocalista principal en la canción «Cold Dark World», cantó en «King» (un b-side), y cantó gran parte de las voces principales en las versiones de la banda de «The Weight» de The Band y «Oddfellows Local 151» de R.E.M.
En 2005, fue la voz principal en "In the Garage», «Dope Nose» y «Fall Together». En 2008, durante la gira de la banda, cantó la versión de «Creep» de Radiohead. En el Troublemaker Tour de 2008, cantó «Perfect Situation» y «My Name Is Jonas», junto a Patrick Wilson y Rivers Cuomo. También ha tocado como invitado en shows de The Special Goodness, banda de Patrick Wilson (baterista de Weezer).
El 11 de abril de 2018, varios días antes de la actuación de The Cars en su inducción al Salón de la Fama del Rock and Roll el 14 de abril, Shriner anunció que actuaría con la banda. Shriner había trabajado previamente con el líder de Cars, Ric Ocasek, cuando este último produjo el álbum de Weezer de 2014 Everything Will Be Alright in the End.
En 2020, Shriner se representó a sí mismo en el episodio de Los Simpson "The Hateful Eight-Year-Olds», junto con el resto de Weezer.

## Vida personal
El 9 de noviembre de 2005, se casó con la escritora Jillian Lauren en Hawái. En 2009 la pareja adoptó un niño de Etiopía llamado Tariku Moon Shriner, siendo este su primer hijo.
Tocó como invitado en la banda The Scrantones en la convención de la serie The Office en 2007. Durante la actuación, la banda tocó "Creep» de Radiohead, con Craig Robinson de The Office como vocalista.
Shriner es fanático de Elvis Costello, The Beatles, Led Zeppelin y Black Sabbath.

## Discografía
Con Weezer
- Maladroit (2002)
- The Lion and the Witch EP (2002)
- Make Believe (2005)
- The Red Album (2008)
- Raditude (2009)
- Hurley (2010)
- Death to False Metal (2010)
- Everything Will Be Alright in the End (2014)
- The White Album (2016)
- Pacific Daydream (2017)
- The Teal Album (2019)
- The Black Album (2019)
- Van Weezer (2021)
- SZNZ: Spring (2022)
- SZNZ: Summer (2022)
- SZNZ: Autumn (2022)
- SZNZ: Winter (2022)